# Brinkum (Stuhr)
Brinkum is een plaats in de Duitse gemeente Stuhr, deelstaat Nedersaksen, en telt ruim tienduizend inwoners. Het is daarmee het grootste Ortsteil van Stuhr.
Brinkum is niet per trein, maar wel goed per bus bereikbaar vanuit de stad Bremen. Dichtbij Brinkum is afrit 57 van de Autobahn A1. Ringwegen buiten het dorp vormen onderdelen van de Bundesstraße 6 en de Bundesstraße 51.
Bij die snelwegaansluiting ligt een uitgestrekt bedrijventerrein. Hier zijn naast het hoofdkantoor van een groot uitzendbureau vooral distributiecentra, fabrieken van en handelsbedrijven in verpakkingsmaterialen, transportbedrijven en andere logistieke centra gevestigd, alsmede ondernemingen binnen het lokale midden- en kleinbedrijf.
Brinkum wordt in het westen begrensd door stadswijken van Delmenhorst en in het noorden door stadsdelen van Bremen, met name het dorp Kattenesch in stadsdeel Obervieland. De rivier de Ochtum scheidt Brinkum van Bremen.
Het dorp komt in 1063 voor het eerst in een document voor, onder de naam Brinscimibroch.
Brinkum bestaat sedert plm. 1970 grotendeels uit woonwijken voor forenzen die in de buursteden Delmenhorst of Bremen werken.

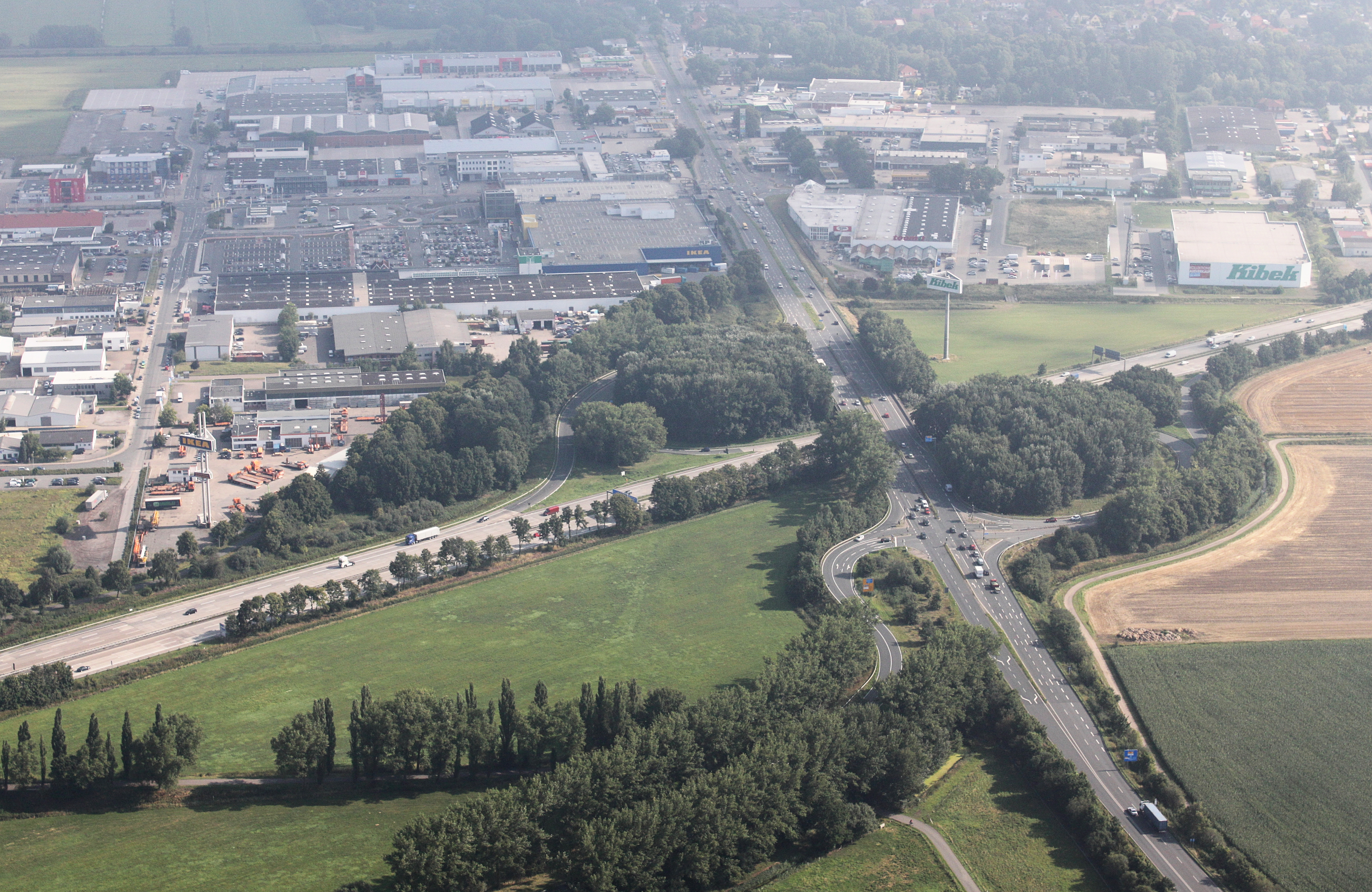
Bedrijventerrein bij de afrit van de A1
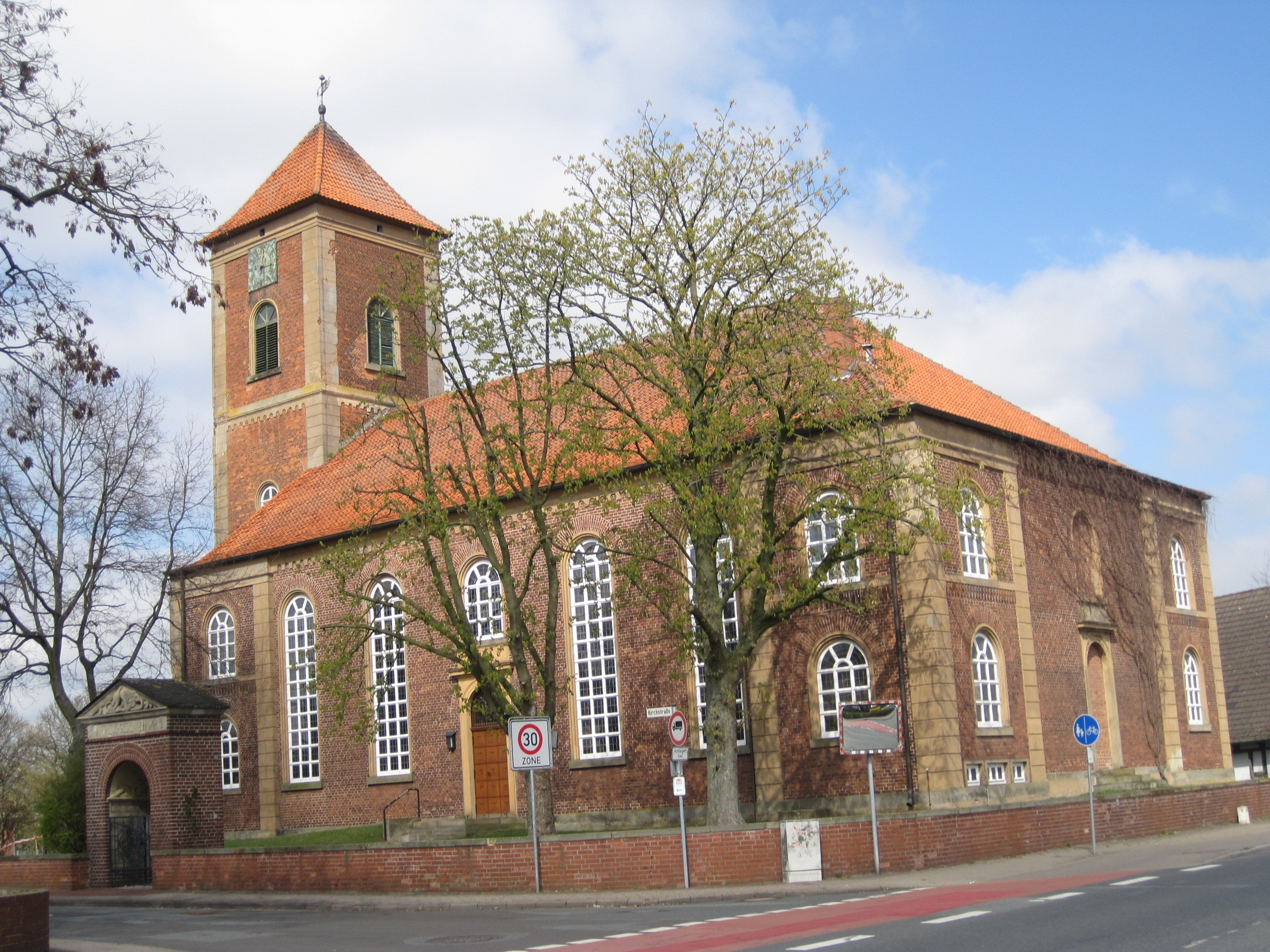
Brinkum, Heilig-Kruiskerk (1842; in 1955 na oorlogsverwoesting herbouwd)